# Dornum
Dornum è un comune di 4.796 abitanti della Bassa Sassonia, in Germania.
Appartiene al circondario (Landkreis) di Aurich (targa AUR).
Il 1º luglio 1972 incorporò il territorio dei comuni soppressi di Roggenstede, Schwittersum e Westeraccum; il 1º novembre 2001 incorporò il territorio dei comuni soppressi di Dornumersiel (con Dornumergrode, Westeraccumersiel e Westerbur) e Nesse (con Neßmersiel e Westdorf).